# Caecidotea zullini
Caecidotea zullini är en kräftdjursart som beskrevs av Roberto Argano 1977. Caecidotea zullini ingår i släktet Caecidotea och familjen sötvattensgråsuggor. Inga underarter finns listade i Catalogue of Life.